# Philoperra obscura
Philoperra obscura – gatunek błonkówki z rodziny Pergidae, jedyny przedstawiciel rodzaju Philoperra.

## Zasięg występowania
Gatunek ten występuje w Chile.